# Луиза Датская (1750—1831)
Принцесса Луиза Датская и Норвежская (дат. Louise af Danmark; 20 января 1750 — 12 января 1831) — принцесса Датская и Норвежская, дочь короля Дании Фредерика V и Луизы Великобританской. В браке — ландграфиня Гессен-Кассельская.

## Биография
Принцесса Луиза родилась 20 января 1750 года во дворце Кристиансборг; она была пятым ребёнком в семье Фредерика V, короля Дании и Норвегии, и его первой супруги Луизы Великобританской. В конце 1751 года её отец овдовел и в июле 1752 года женился во второй раз — на Юлиане Марии Брауншвейг-Вольфенбюттельской. В январе 1766 года король Фредерик скончался, и на трон взошёл старший брат Луизы, Кристиан VII.
С его согласия 30 августа 1766 года принцесса вышла замуж за своего кузена Карла, ландграфа Гессен-Кассельского, пользовавшегося благосклонностью Кристиана VII. Этот брак состоялся, невзирая на возражения в связи с обвинениями Карла в распущенности и дурном влиянии, оказываемом им на короля. Однако вскоре после свадьбы Карл впал в немилость и весной 1767 года вместе с женой уехал в Ганау к своей матери, Марии Ганноверской. Там, в 1767 году, родился их первенец, дочь Мария София — будущая королева Дании, а в 1769 году — сын Вильгельм.
В 1769 году Карл от имени Кристиана VII получил назначение на пост губернатора герцогств Шлезвига и Гольштейна, и семья переехала в замок Готторп в Шлезвиге, где в 1771 году родился их третий ребёнок — Фридрих. В 1770 году король Кристиан пожаловал Луизе земли и приход в Гюби, располагавшиеся между городами Шлезвиг и Эккернфёрде. Там, в период с 1772 по 1776 годы, Карл отстроил летнюю резиденцию, назвав её Луизенлунд в честь своей жены.
В 1772 году Карл снова обрёл расположение короля Кристиана и в сентябре того же года был назначен верховным главнокомандующим норвежской армии. Вместе с Луизой они перебрались в Кристианию, где были хорошо приняты местным населением. В 1773 году Луиза родила очередного ребёнка, дочь Юлиану, в 1776 году — сына Кристиана, а в 1789 году — последнего ребёнка, Луизу Каролину.
Луиза умерла в замке Готторп в 1831 году. Карл скончался через пять лет. Супруги похоронены в Шлезвигском соборе.

## Дети
Дети Карла Гессен-Кассельского и Луизы Датской:
- Мария София Фредерика (20 октября 1767 — 21 марта 1852), была замужем за Фредериком VI, королём Дании и Норвегии;
- Вильгельм (15 января 1769 — 14 июля 1772);
- Фридрих (24 мая 1771 — 24 февраля 1845), был женат на Кларе фон Брокдорфф (морганатический брак);
- Юлиана Луиза Амелия[нем.] (19 января 1773 — 11 марта 1860), аббатиса протестантского монастыря в Итцехо;
- Кристиан[англ.] (14 августа 1776 — 14 ноября 1814);
- Луиза Каролина (28 сентября 1789 — 13 марта 1867), была замужем за Фридрихом Вильгельмом, герцогом Шлезвиг-Гольштейн-Зондербург-Глюксбургским.